# Sex Style
Albums de Kool Keith
Dr. Octagonecologyst
(1996) First Come, First Served
(1999)
Singles
1. Sex Style
Sortie : 1997
2. Plastic World
Sortie : 1997

Sex Style est le deuxième album studio de Kool Keith, sorti le 3 février 1997.
Cet album-concept, comme son nom peut l'indiquer, inaugure un genre de rap, le dirty rap (ou porncore).

## Liste des titres
| 1.  | Intro                                |                                                                  | 0:25 |
| 2.  | Sex Style                            | Ode to Billie Joe de Lou Donaldson                               | 3:23 |
| 3.  | Don't Crush It                       | School Boy Crush de l'Average White Band                         | 4:18 |
| 4.  | Make Up Your Mind                    |                                                                  | 4:47 |
| 5.  | Sly We Fly (featuring Motion Man)    |                                                                  | 4:16 |
| 6.  | Plastic World                        |                                                                  | 4:11 |
| 7.  | Stuck on Pussy Drive                 |                                                                  | 1:15 |
| 8.  | Regular Girl                         |                                                                  | 4:13 |
| 9.  | The Mack Is Back (featuring Menelik) |                                                                  | 4:45 |
| 10. | What's He Like?                      |                                                                  | 0:50 |
| 11. | Still The Best                       |                                                                  | 4:05 |
| 12. | In Your Face                         |                                                                  | 3:54 |
| 13. | Lick My Ass                          |                                                                  | 1:04 |
| 14. | Keep It Real... Represent            | Loose as a Goose de Shanghai                                     | 3:54 |
| 15. | Little Girls                         | Great Gorge de Joe Farrell The Payback de James Brown            | 3:08 |
| 16. | After the Club                       |                                                                  | 0:50 |
| 17. | Lovely Lady                          | Impeach the President des Honey Drippers Catch a Groove de Juice | 3:48 |

| 18. | Can I See Your Panties, Girl? | 4:00 |

| 1.  | Intro                                | 0:25  |
| 2.  | Sex Style                            | 3:23  |
| 3.  | Don't Crush It                       | 4:18  |
| 4.  | Make Up Your Mind                    | 4:47  |
| 5.  | Sly We Fly (featuring Motion Man)    | 4:16  |
| 6.  | Plastic World                        | 4:11  |
| 7.  | Stuck On Pussy Drive                 | 1:15  |
| 8.  | Regular Girl                         | 4:13  |
| 9.  | The Mack Is Back (featuring Menelik) | 4:45  |
| 10. | What's He Like?                      | 0:50  |
| 11. | Still The Best                       | 4:05  |
| 12. | In Your Face                         | 3:54  |
| 13. | Lick My Ass                          | 1:04  |
| 14. | Keep It Real... Represent            | 3:54  |
| 15. | Little Girls                         | 3:08  |
| 16. | After the Club                       | 0:50  |
| 17. | Lovely Lady                          | 3:57  |
| 18. | Get Off My Elevator                  | 10:22 |